# Krones AG
Krones AG is een Duits concern dat internationaal opereert. Het maakt machines en systemen voor het productie-, afvul- en verpakkingsproces van dranken en andere vloeibare producten in petflessen, glazen flessen en blikjes. Het bedrijf ontwikkelde een proces van bottle-to-bottle-recycling van petflessen. Deze kunnen daardoor als rPET, gerecycled pet, opnieuw voor het maken van verpakkingen gebruikt worden. Men besteedt veel aandacht aan het verminderen van grondstofgebruik bij de productie. In 2008 won men de Duitse Verpakkingsprijs in de categorie verkoopverpakkingen voor een mineraalwaterfles die 6,6 gram weegt. Het duurzaamheidsprogramma “enviro” is de concern-eigen standaard dat wordt nageleefd bij het ontwerp van machines en installaties. Krones werkt met TÜV-certificaten.

## Geschiedenis
Hermann Kronseder, de vader van de huidige bestuursvoorzitter, begon in 1951 in Neutraubling met de productie van halfautomatische etiketteermachines volgens eigen constructie. Het programma werd in de jaren 60 uitgebreid met verpakkingsmachines en vulsystemen. In 1980 werd het bedrijf omgevormd tot de naamloze vennootschap KRONES AG.
Met de aankoop van andere bedrijven werd het productaanbod van machines voor de drankindustrie vergroot:
- 1983: Anton Steinecker Maschinenfabrik (aanleg brouwhuizen), Freising, Duitsland
- 1988: Zierk Maschinenbau GmbH (flessenwasmachines), Flensburg, Duitsland
- 1998: Max Kettner GmbH (verpakkingsmachines), Rosenheim, Duitsland
- 2000: Sander Hansen A/S (pasteuriseerinstallaties), Brøndby, Denemarken

Andere gebeurtenissen:
- 1997 Start van de blaasmachineproductie voor de vervaardiging van petflessen.
- 2000 Levering van de eerste installatie voor aseptisch afvullen van kwetsbare frisdrank.[3]
- 2002 Realisatie van de eerste pet-recycling-installatie voor het verwerken van petflessen.
- 2005 Uitbreiding van de aseptische afvultechnologie met de natte sterilisatieprocedure met waterstofperoxide. Dit is een aanvulling op de sterilisatie met perazijnzuur.
- 2010 Introductie van het nieuwe verhittingssysteem FlexWave voor pre-forms, dat gebaseerd is op magnetron technologie voor een energiebesparende productie van petflessen[4]; Ontwikkeling van ProShape – Een proces voor het produceren van ovale en asymmetrische kunststof verpakkingen.[5]
- 2011 Krones lanceert LitePac – een nieuwe verpakkingsvariant voor drank: petflessensets worden slechts door één band omsloten en voorzien van een plastic handvat, zodat het verpakkingsafval met 75% ten opzichte van de tot nu toe gebruikte plastic verpakking gereduceerd kan worden.[6]
- 2015 DecoType Select: selectief direct printen op gegroefde en reliëfstructuren.

## Bedrijfsactiviteiten

### Kunststoftechniek
- Kernproducten zijn blaasmachines met een capaciteit van 12.800 tot 80.000 flessen per uur voor de productie van petflessen met een volume tot 3 liter. Het petrecyclingsysteem is gebaseerd op een wasprocedure van petflakes met een trapsgewijze temperatuurregeling en decontaminatie.

### Afvul- en verpakkingstechniek

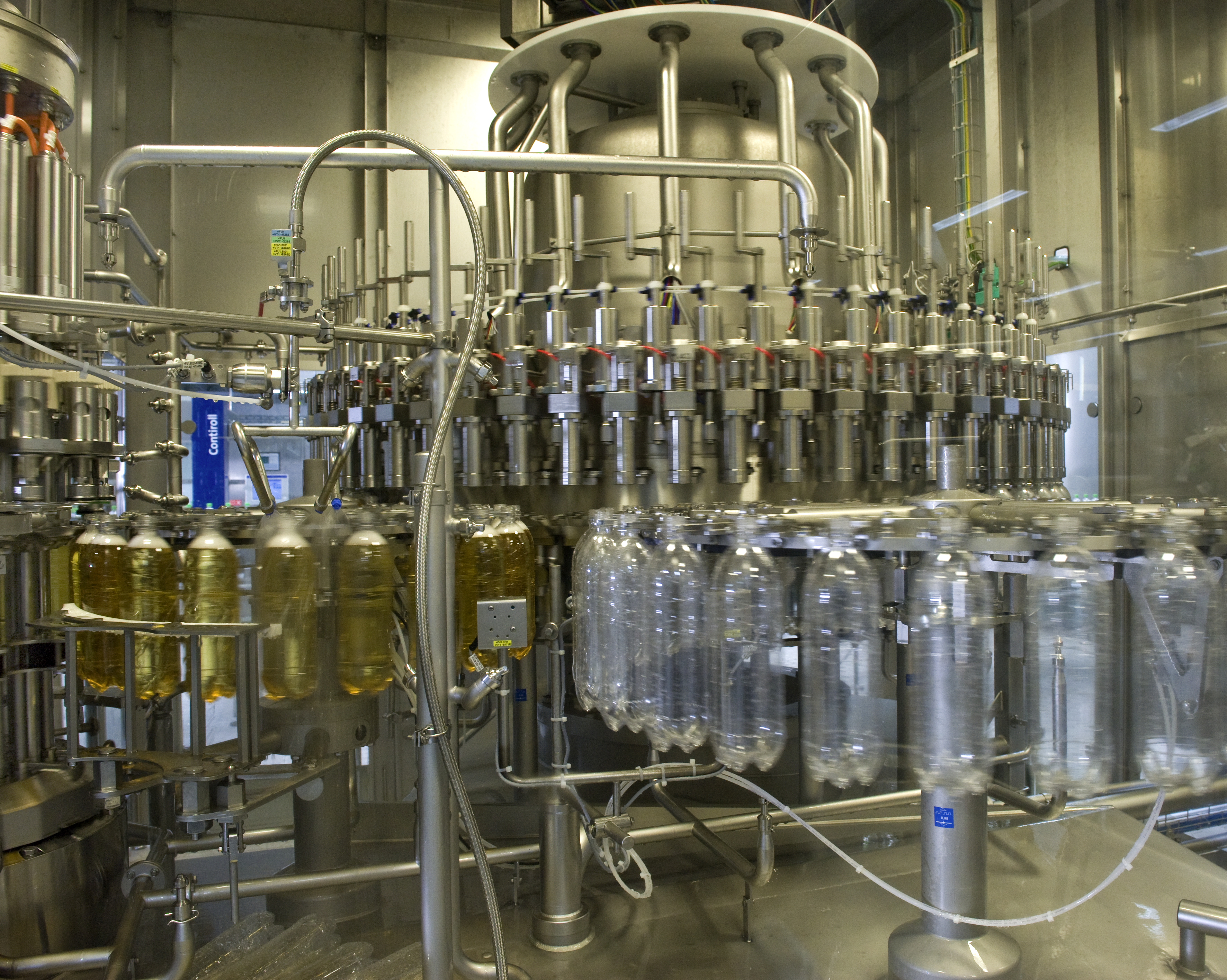
Afvulinstallatie voor petflessen

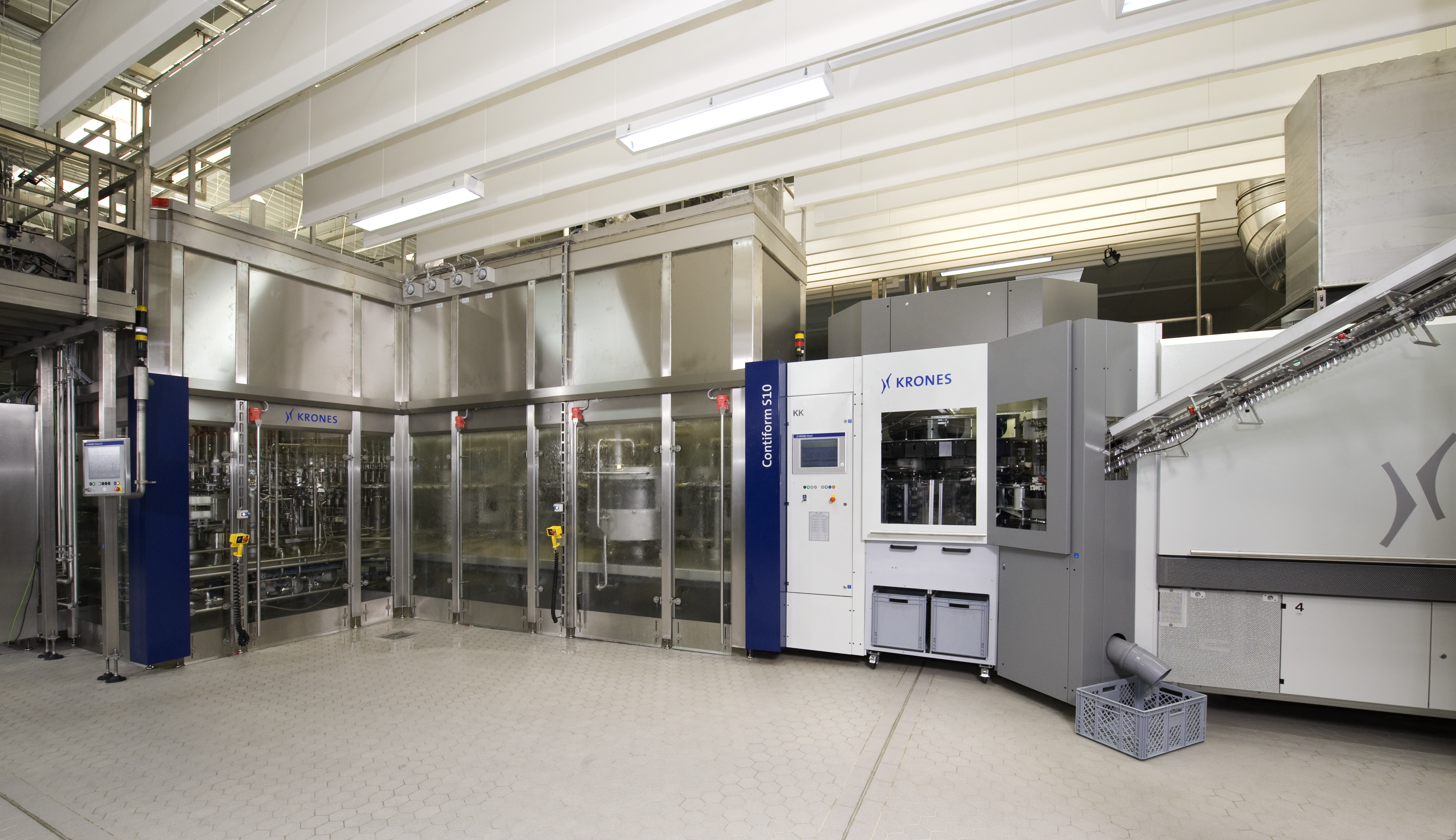
Blaasmachine (rechts) en afvulmachine (links)

- De focus bij deze bedrijfsactiviteit ligt op roterende spoel-, vul- en sluitmachines. In tegenstelling tot inline installaties behalen roterende machines een capaciteit van tot 60.000 flessen of rond 100.000 blikjes per uur.
- Andere producten: aseptische vulsystemen voor drank met een hoge pH-waarde (>4,5). Hierbij vindt perazijnzuur- of waterstofperoxidedesinfectie van de verpakkingen en sluitingen plaats. Ook flessenreinigingsmachines, inspectie- en controlesystemen voor flessen en verpakkingen, etiketteermachines voor koude en warme lijm, etiketteermachines voor zelfklevende etiketten, verpakkingsmachines voor wegwerpverpakkingen en herbruikbare verpakkingen, sorteermachines en palletteersystemen.

### Procestechniek

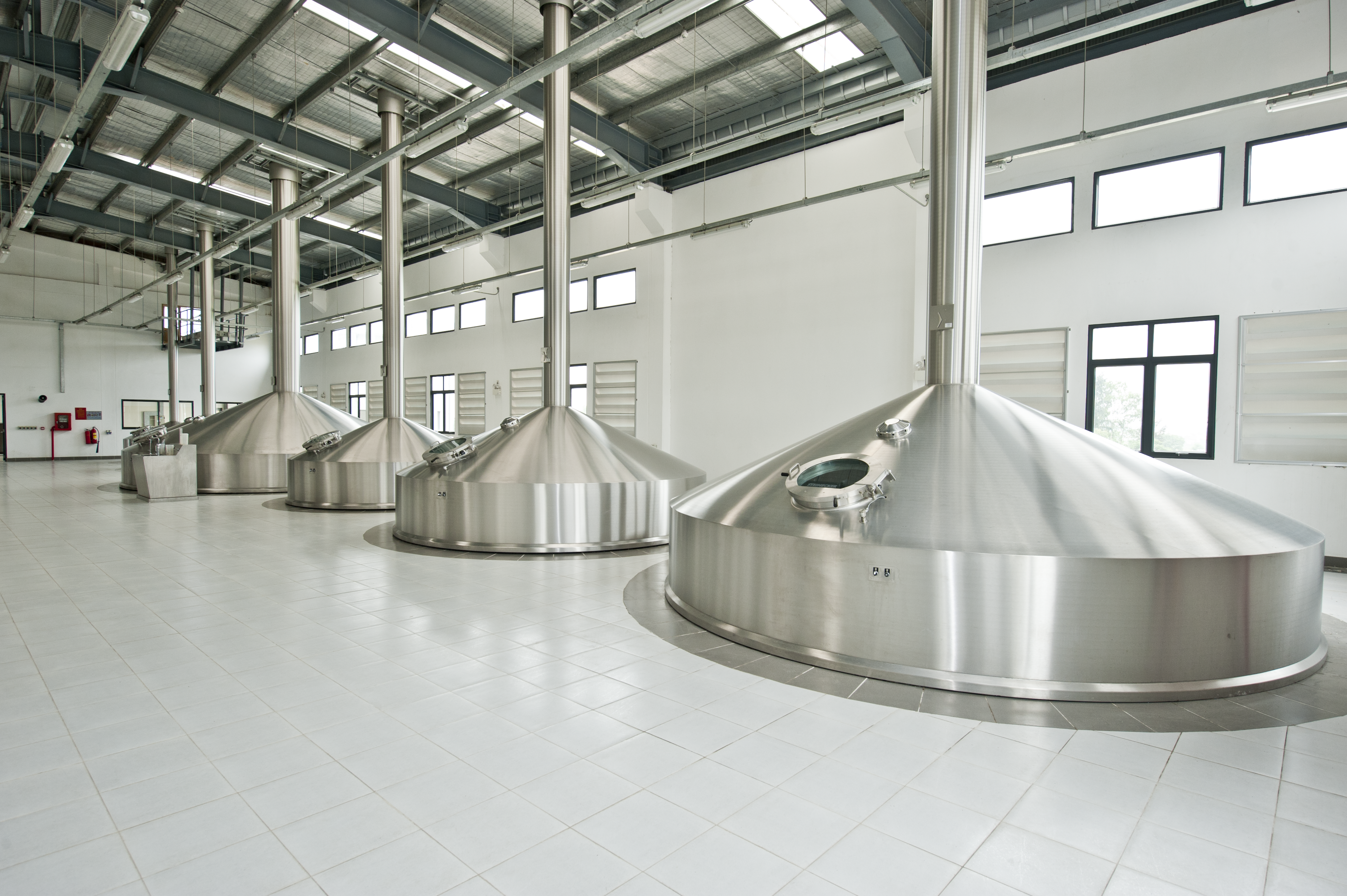
Installatie voor een bierbrouwerij

- Met installaties voor brouwerijen, inclusief gistinstallaties en apparatuur voor de opslagruimtes en de toegewezen bevoorradingsvoorzieningen, levert het bedrijf apparatuur voor brouwerijen. Producenten van frisdrank biedt Krones siroopkamers, meng- en carbonisatie-installaties, voor een lange houdbaarheid van dranken UHT-sterilisatiesystemen of pasteuriseerinstallaties.

### Informatietechnologie en materiaalstroomtechniek
- Voor de materiaalverzorging in de productie ontwikkelt en produceert Krones AG logistieke systemen voor grond- en hulpstoffen, evenals voor afgewerkte producten, zoals blokopslag of hoogbouwmagazijnen. Aanvullend maken orderpickingmachines het mogelijk pallets met gecombineerde producten samen te stellen.

## Bedrijfsstructuur
De hoofdzetel van de onderneming bevindt zich in Neutraubling bij Regensburg. In totaal zijn 12.285 mensen bij de onderneming werkzaam, hiervan werken 9.098 werknemers in Duitsland. Nieuwe machines en installaties worden uitsluitend in de Duitse productiecentra (Neutraubling, Nittenau, Flensburg, Freising en Rosenheim) geproduceerd.

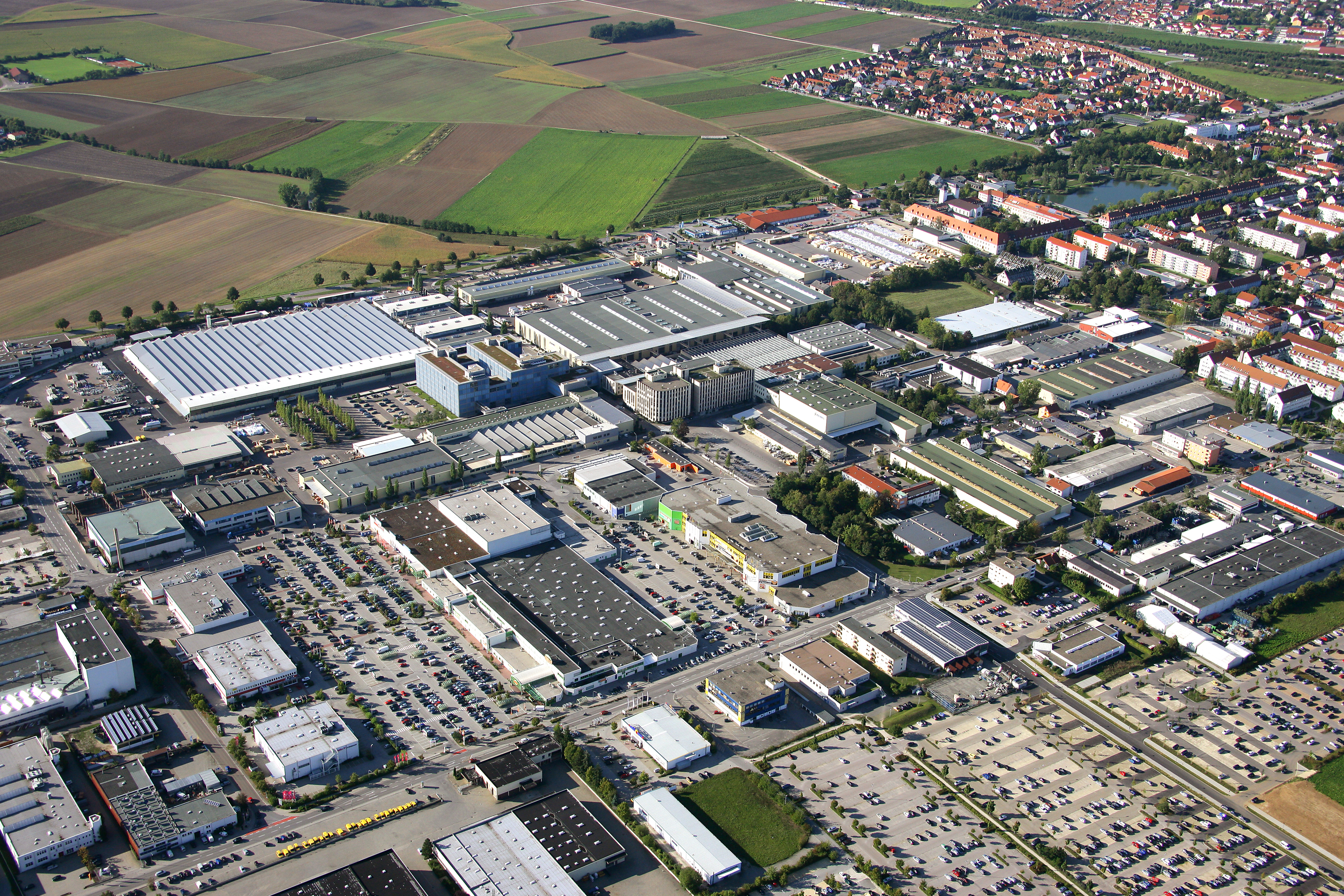
Bedrijfsterrein van Krones AG in Neutraubling

De onderneming behaalt meer dan 80% van haar omzet in het buitenland en wordt wereldwijd vertegenwoordigd door 40 dochterondernemingen, onder andere:
- KIC Krones GmbH (hightech-lijm voor etiketten en kartonnen verpakkingen en productiematerialen), Neutraubling.
- KOSME S.R.L. (afvul- en verpakkingsmachines voor de middenstand), Roverbella, Italië

In 2013 heeft de onderneming het aantal patenten en gebruiksmodellen op meer dan 3.150 verhoogd.

## Bedrijfscijfers
Concernomzet in miljoen euro:
- 1.695 (2005)
- 1.911 (2006)
- 2.156 (2007)
- 2.381 (2008)
- 1.865 (2009)
- 2.173 (2010)
- 2.480 (2011)
- 2.664 (2012)
- 2.815 (2013)

Omzet per branche in 2013:
- Alcoholische drank 46,0 %
- Niet-alcoholische drank 45,6 %
- Voedsel, chemie, farmaceutica, cosmetica 8,4 %